# Hjo (commune)
Pour les articles homonymes, voir Hjo.
La commune de Hjo est une commune suédoise du comté de Västra Götaland, peuplée d'environ 9 230 habitants (2020). Son chef-lieu se situe à Hjo.

## Localités principales
- Hjo
- Korsberga